# Мандани

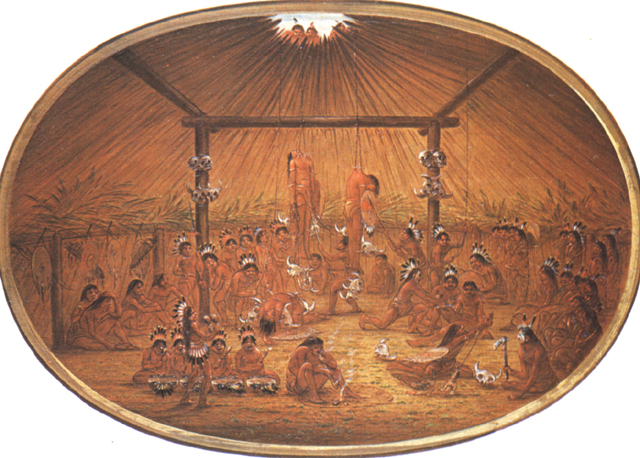
Окіпа — церемонія ініціації молодих манданів. Художник Джордж Кетлін, приблизно р. 1835.

Манда́ни — індіанський народ з групи сіу, який на рубежі 18-19 століть вів напівкочовий спосіб життя на річці Міссурі й її притоках Харт і Найф. Археологічні знахідки вказують на те, що мандала прийшли в цю місцевість з долини річки Огайо. У 1838 році велика частина племені вимерла від епідемії віспи. Остання чистокровна представниця племені манданів померла 6 січня 1975 року. Згідно з Законом про реорганізацію індіанців в 1934 році Мандала офіційно об'єдналися з племенами арікара і хідатса в союз «Три об'єднаних племені» (Three Affiliated Tribes). Приблизно половина нащадків даного об'єднаного племені проживає в даний час в резервації Форт-Бертольд в штаті Північна Дакота, а інші розсіяні по території США. Деякі старі ще говорять манданською мовою.

## Культура

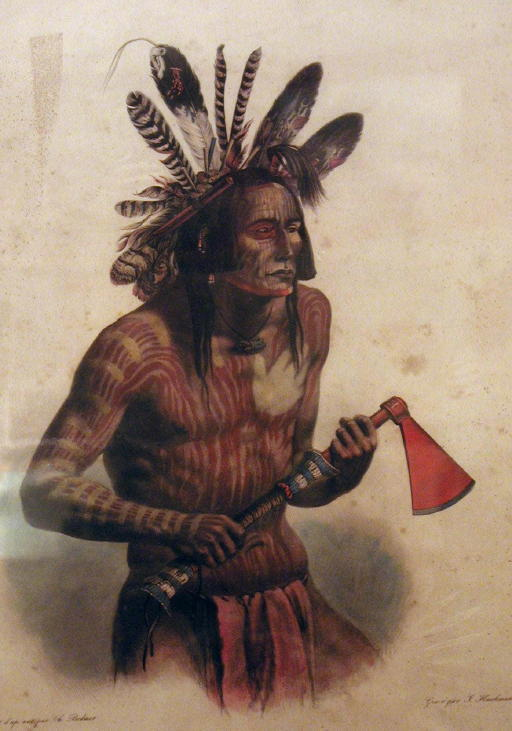
Мато Топе, вождь манданів

На відміну від більшості індіанців Великих рівнин, ведших кочовий або напівкочовий спосіб життя, мандала в XIX столітті вже жили в постійних поселеннях, що складалися з куполоподібних індіанських землянок, оточених палісадом. Вони вирощували кукурудзу, боби, гарбузи, соняшник, полювали на бізонів в мисливський сезон, виготовляли кераміку і кошики. У манданів існували складні церемонії, такі, як сонячний танець і знаменита Окіп — тривав 4 дні свято ініціації молодих людей, що піддавалися весь цей час витонченим катуванням, щоб довести свою готовність стати воїнами. Існували й церемонії меншого масштабу, які проводилися не всім плем'ям, а окремими групами, наприклад, «Ведмежа церемонія» для лікування хворих і для підвищення сили воїнів. Селища манданів складалися з 12 — 100 будинків. У кожній з племінних груп троє людей займали керівне становище: військовий ватажок, ватажок мирного часу і правитель села. У соціальній організації домінували об'єднання воїнів з ієрархією за віком; за членство у військових союзах необхідно було вносити плату. Крім військових, існували інші соціальні, шаманські та жіночі об'єднання. Художники з племені манданів прикрашали одяг з буйволячого шкіри, зображуючи на них епізоди з героїчних битв.

### Поховання
Після смерті члена сім'ї встановлювали біля поселення поміст для зберігання тіла. Тіло розміщували головою на північний захід, а ногами на південний схід. Південний схід - напрямок долини річки Огайо, звідки прийшли мандани. Мандани не спали в такій орієнтації, бо це запрошувало смерть. Після церемонії відправлення духу сім'я чотири дні сумувала біля помосту. Після того, як тіло згнило, а дерево ламалося, кістки збирали і закопували, за винятком черепа, який розміщували в колі біля села. Члени сім'ї відвідували черепи і розмовляли з ними, ділилися проблемами або жартували про мертвих. Після того, як мандани переїхали до заповідника Форт Бертольд, вони почали розміщувати тіла у коробках або багажниках, або обертали їх робою і поміщали в щілини скелі. 

## Історія

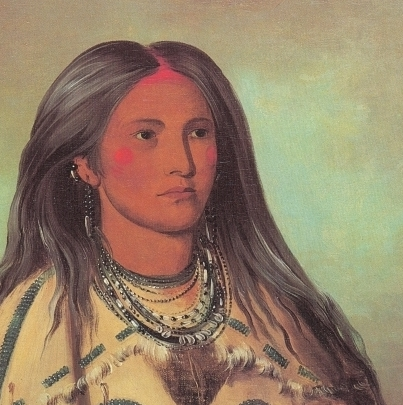
Sha-kó-ka, жінка з племені манданів

Найближчою до манданскої мови є мова племені Віннебаго. Мандани прибули на річку Харт в період між 10 і 13 століттями і заснували тут 9 селищ: 2 на східному і 7 на західному березі. В той же час в регіон прибуло і плем'я хідаца, вівши тоді кочовий спосіб життя. Зустрівшись з манданами, хідаца перейняли їх осілий землеробський спосіб життя і оселилися на північ від них на річці Найф.
Перша зустріч з європейцями відбулася в 1738 році, коли манданів відвідали французькі купці. У цей час чисельність манданів становила близько 15000 чоловік, які проживали в 9 селищах на річці Харт.
У середині XVIII століття Мандала вперше придбали коней, яких вони використовували для перевезень і полювання. Зустріч з французами призвела до того, що мандани стали грати роль посередників у торгівлі шкурами, злаками і буйволячим м'ясом в обмін на зброю і коней. У 1750 році існувало 9 селищ манданів, однак кілька епідемій віспи та холери знизили до 1800 року їх число до двох.Після епідемії віспи в 1837 році вижило всього 100–150 манданів. Деякі з них в 1845 році переселилися до племені хідаца в Форт-Бертольд, а більшість інших переселилося туди ж пізніше. Чисельність нащадків манданів за станом в 2000 р. становила 369 людей.

## Європейські легенди про походження манданів
Легенди про те, що серед манданів були нащадки доколумбових білих переселенців, або з Уельс а, або нащадків вікінгів з Вінланда, залучили до цього племені увагу великої кількості дослідників 18 і 19 століть. Вивченням манданів займалися, зокрема, Джон Еванс, Джордж Кетлін, Джордж Роджерс Кларк, Кларк, Уілья й Меріуезер Льюїс.
Джордж Кетлін, який відвідав манданів в 1833 році, звернув увагу на подібність деяких манданських ритуалів з єврейськими релігійними святами, через що прийшов до висновку про їх єврейське походження, хоча навряд чи мав при цьому на увазі події, описані в Книги Мормона.